# اشبورو (کارولینای شمالی)
اشوو (به انگلیسی: Asheboro) شهری در ایالت کارولینای شمالی کشور ایالات متحده آمریکا است که جمعیت آن در سرشماری سال ۲۰۱۰ میلادی، ۲۵٬۰۱۲ نفر بوده‌است.